# Rossano Veneto
Rossano Veneto é uma comuna italiana da região do Vêneto, província de Vicenza, com cerca de 6.566 habitantes. Estende-se por uma área de 10 km², tendo uma densidade populacional de 657 hab/km². Faz fronteira com Cassola, Cittadella (PD), Galliera Veneta (PD), Loria (TV), Rosà, San Martino di Lupari (PD), Tezze sul Brenta.

## Demografia
| Variação demográfica do município entre 1861 e 2011                               |
|                                                                                   |
| Fonte: Istituto Nazionale di Statistica (ISTAT) - Elaboração gráfica da Wikipedia |